# Agonistik (Philosophie)
Agonistik ist ein von Jean-François Lyotard 1979 in seiner Studie La condition postmoderne geprägter Begriff aus dem Kontext der Postmoderne, mit dem unter Rückgriff auf den Agon der Antike das Gegeneinander der verschiedenen Sprachspiele und Sprachspieler gemeint ist: Sprechen ist Kämpfen im Sinne des Spielens (sprachliche Agonistik).
Lyotards bei Wittgenstein ansetzende Agonistik setzt als Gegensatz zum Telos der Verständigung und zum Konsens (Habermas et al.) das Prinzip der Paralogie, also eine Gerechtigkeit, die nicht an dauerhaften Konsens gebunden ist.

## Gegenpositionen
- Jürgen Habermas
- Kritische Theorie